# Ishkamish
Ishkamish är ett distrikt i Afghanistan. Det ligger i provinsen Takhar, i den nordöstra delen av landet, 210 kilometer norr om huvudstaden Kabul.
Distriktet beräknades år 2022 ha cirka 69 000 invånare.